# Bandbreite
Die Bandbreite ist eine Kenngröße in der Signalverarbeitung. Sie legt die Breite des Intervalls  in einem Frequenzspektrum fest, in dem die dominanten Frequenzanteile eines zu übertragenden oder zu speichernden Signals liegen. Die Bandbreite ist durch eine untere und eine obere Grenzfrequenz charakterisiert, wobei je nach Anwendung unterschiedliche Festlegungen der beiden Grenzwerte existieren und somit je nach Zusammenhang unterschiedliche Bandbreiten als Kennwert existieren. Der Begriff dient zur Beschreibung von Signalübertragungssystemen in verschiedenen Bereichen wie der Nachrichtentechnik, Funktechnik oder Akustik.

## Festlegungen
Jeder Übertragungskanal besitzt – abhängig von seinen physikalischen Eigenschaften – eine untere und eine obere Grenzfrequenz. Die untere Grenzfrequenz kann auch null sein; in diesem Fall spricht man von Basisbandlage, andernfalls von Bandpasslage. Die Betragsdifferenz der beiden Grenzfrequenzwerte wird als Bandbreite bezeichnet. Die Grenzfrequenzen werden entweder in der Einheit Hertz (Hz) und üblicherweise mit f abgekürzt oder mittels der Kreisfrequenz in der Einheit s−1 und als {\displaystyle \omega } bezeichnet.
Für die Festlegung der Grenzfrequenzen und damit der Bandbreite sind je nach Anwendung und Bezug verschiedene Definitionen gebräuchlich. Diese unterschiedlichen Festlegungen können, bei identischen physikalischen Eigenschaften, zu abweichenden Bandbreitenangaben führen. Im Folgenden sind einige gebräuchliche Definitionen der Bandbreite beschrieben.

### Strikte Bandbegrenzung

Betragsfrequenzgang im Basisband mit Bandbreite

Ein Signal ist dann strikt bandbegrenzt, wenn der Betragsfrequenzgang {\displaystyle |X(\mathrm {j} \omega )|}, mit dem Parameter {\displaystyle \omega } als Kreisfrequenz, außerhalb des Bereichs der Bandbreite gleich 0 ist. Dies ist real nur in Näherung möglich und die Art dieser Bandbreitendefinition dient im Rahmen der Signaltheorie als vereinfachtes Modell.
Bei Basisbandsignalen mit strikter Bandbegrenzung erfolgt die Bandbreitenbegrenzung durch einen idealen Tiefpass. Reelle Signale in Basisbandlage weisen immer negative Frequenzanteile auf, so genanntes Spiegelspektrum, wie beispielhaft in nebenstehender Abbildung am Betragsfrequenzverlauf eines reellwertigen Signals dargestellt. Die Bandbreite ist ohne die negativen Frequenzanteile festgelegt zu:
{\displaystyle B=\omega _{g}}

Betragsfrequenzgang in Bandpasslage mit Bandbreite

Bei Signalen in sogenannter Bandpasslage erfolgt die Bandbegrenzung durch einen Bandpassfilter. Signale in Bandpasslage entstehen beispielsweise durch Modulation eines Basisbandsignals, sie treten unter anderem in Zwischenfrequenzstufen in Funkgeräten auf. Durch die Modulation wird die Mittenfrequenz des Basisbandsignals von null auf die Trägerfrequenz {\displaystyle \omega _{m}} verschoben, womit die untere Grenzfrequenz {\displaystyle \omega _{u}} einen positiven Wert aufweist:
{\displaystyle B'=\omega _{g}-\omega _{u}}
Negative Spektralanteile werden, wie im Basisband, nicht zur Bandbreite hinzugerechnet. Zu beachten ist dabei, dass das Spiegelspektrum des reellwertigen Basisbandsignals durch die Frequenzverschiebung bei einer linearen Modulation zu einer Verdopplung der Bandbreite in Bandpasslage führt, da die negativen Frequenzen durch die Modulation in den positiv Spektralbereich verschoben werden:
{\displaystyle B'=2\cdot B}
Die beiden positiven Teilspektren unterhalb und oberhalb um die Mittenfrequenz {\displaystyle \omega _{m}} werden auch als unteres und oberes Seitenband bezeichnet und tragen bei reellwertigen Basisbandsignalen den gleichen Informationsgehalt. Für Basisbandsignale, welche keine negativen Frequenzen aufweisen, dies ist bei einem analytischen Signal der Fall, ist die Bandbreite sowohl im Basisband als auch in Bandpasslage identisch – analytische Signale lassen sich im Basisband nur als komplexes Signal darstellen. Technisch wird diese Eigenschaft verschiedenartig realisiert wie beispielsweise bei der Einseitenbandmodulation.
Bei nichtlinearen Modulationstechniken wie der Frequenzmodulation besteht kein direkter Zusammenhang zwischen der Bandbreite des Basisbandsignals und der benötigten Bandbreite in Bandpasslage. Die Bandbreite wird dabei näherungsweise durch den Frequenzhub in der Carson-Formel ausgedrückt.

### 3-dB-Bandbreite

Leistungsdichtespektrum eines Signals in Basisbandlage mit 3-dB-Bandbreite

Leistungsdichtespektrum eines Signals in Bandpasslage mit 3-dB-Bandbreite

In realen Systemen liegen aufgrund der nur endlichen Dämpfungen von Filtern Spektralanteile über das komplette Spektrum verteilt, bei einer strikten Festlegung wäre die Kenngröße der Bandbreite unendlich groß und damit wenig aussagekräftig. Als praktische Kenngröße ist die 3-dB-Bandbreite üblich, die über das Leistungsdichtespektrum {\displaystyle |X(\mathrm {j} \omega )|^{2}} um das Betragsmaximum {\displaystyle A} definiert wird. Die Grenzfrequenzen werden bei dem halben maximalen Leistungswert {\displaystyle A/2} festgelegt, dies entspricht der Halbwertsbreite, was einer Absenkung auf gerundet 3 dB entspricht:
{\displaystyle 10\cdot \log {\frac {1}{2}}\approx -3{,}01\,\mathrm {dB} }
Bei der Grenzfrequenz entspricht dies einer Amplitudenabsenkung um den Faktor {\displaystyle 1/{\sqrt {2}}}.
Die Bandbreite ist damit in Basisbandlage zu
{\displaystyle B=\omega _{g}}
und in Bandpasslage
{\displaystyle B'=\omega _{g}-\omega _{u}}
festgelegt.
Beispielsweise entspricht bei dem System eines Tiefpassfilters (1. Ordnung) die 3-dB-Bandbreite genau der Bandbreite {\displaystyle B} des Filters, sie wird daher auch als 3-dB-Grenzfrequenz bezeichnet.
Bei einem Reihen- oder Parallelschwingkreis bezeichnet die dimensionslose relative Bandbreite {\displaystyle d} das Verhältnis aus der 3-dB-Bandbreite {\displaystyle B'} und der Mittenfrequenz {\displaystyle \omega _{m}}:
{\displaystyle d={\frac {B'}{\omega _{m}}}={\frac {1}{Q}}}
Die relative Bandbreite ist identisch mit dem Verlustfaktor und reziprok zum Gütefaktor Q.

### Carson-Bandbreite
Bei Winkelmodulationen wie der Frequenzmodulation oder der Phasenmodulation findet die nach John Renshaw Carson bezeichnete Carson-Bandbreite Anwendung. Die 10 %-Carson-Bandbreite {\displaystyle B_{10\,\%}} ist die Bandbreite, die die Spektrallinien umfasst, die 90 % der Leistung des Signals ausmachen; die selten verwendete 1 %-Carson-Bandbreite {\displaystyle B_{1\,\%}} ist die Bandbreite, in der die Spektrallinien liegen, die 99 % davon ausmachen.

### Nyquist-Bandbreite
In der Theorie zur digitalen Signalverarbeitung besitzt das Nyquist-Shannon-Abtasttheorem eine zentrale Stellung. Es besagt, dass sich ein zeitkontinuierliches Signal dann beliebig genau aus der abgetasteten, zeitdiskreten Folge rekonstruieren lässt, wenn die Bandbreite des Signals maximal die halbe Abtastfrequenz beträgt. Dieses Maximum wird als Nyquist-Bandbreite bezeichnet.
Die naive Rekonstruktion als Treppenfunktion ist zwar grob: Die Rechteckimpulse, die zeitlich aneinandergereiht die Treppenfunktion ausmachen, haben als Spektrum die Sinc-Funktion, also unendliche Bandbreite. Aber die Bandbreite innerhalb der beiden ersten Nullstellen der Sinc-Funktion (für positive bzw. negative Frequenzen) ist gerade die Nyquist-Bandbreite. Deren Produkt mit der Abtastperiode beträgt 1, siehe Zeitdauer-Bandbreite-Produkt.

### Antennentechnik
Im Bereich der Antennentechnik werden unter anderem relative, d. h. dimensionslose, Bandbreitenangaben verwendet. Für Schmalbandantennen, dies sind Antennen deren Betragsfrequenzgang näherungsweise konstant verläuft, wird eine prozentuale Bandbreitenangabe verwendet:
{\displaystyle B_{\%}=2\cdot {\frac {\omega _{g}-\omega _{u}}{\omega _{g}+\omega _{u}}}}
Der theoretische Maximalwert der prozentualen Bandbreite beträgt 200 %, wenn die untere Grenzfrequenz null ist.
Für Breitbandantennen, deren Betragsfrequenzgang nicht konstant ist, werden als relative Bandbreitenangabe die beiden Grenzfrequenzen der Antenne in Bezug gesetzt und in der Form {\displaystyle B_{\text{N}}:1} ausgedrückt:
{\displaystyle B_{\text{N}}={\frac {\omega _{g}}{\omega _{u}}}}

### Rechtliche Bandbreitenfestlegungen

#### Belegte Bandbreite
Besonders in der Frequenzverwaltung ist der Begriff der belegten Bandbreite üblich, welche einen Frequenzbereich festlegt, der durch eine Funkaussendung benutzt wird. Die im rechtlichen Bezug zu sehende Definition entsprechend Artikel 1.153 der Vollzugsordnung für den Funkdienst (VO Funk) der Internationalen Fernmeldeunion (ITU) erfolgt als Integration über die spektrale Leistungsdichte, wobei 99,0 % der in Summe ausgestrahlten Leistung innerhalb der Bandbreite zwischen unterer und oberer Frequenzgrenze liegt. Der Rest von 1,0 % (2 · 0,5 %) der ausgestrahlten Leistung liegt außerhalb dieses festgelegten Bandes.

#### Erforderliche Bandbreite
Die im rechtlichen Bezug zu sehende Definition der erforderlichen Bandbreite entsprechend Artikel 1.152 der Vollzugsordnung für den Funkdienst (VO Funk) der Internationalen Fernmeldeunion (ITU) ist jene Bandbreite die für eine Sendeart bei gegebener Geschwindigkeit gerade ausreicht um die Übertragung der Nachricht sicherzustellen.

## Beispiele von Bandbreiten
Das Übertragungssystem eines Telefons weist in erster Näherung eine untere Grenzfrequenz von 300 Hz und eine obere Grenzfrequenz von 3400 Hz auf, was einer Bandbreite von 3100 Hz entspricht und für eine verständliche Sprachübermittlung ausreicht. Frequenzanteile in der Sprache, welche unter- bzw. oberhalb der Grenzfrequenz liegen, werden in einem Telefonsystem mittels Bandbegrenzung unterdrückt und nicht übertragen.
| Anwendung                                                      | ungefähre Bandbreite |
| -------------------------------------------------------------- | -------------------- |
| Kernspinresonanzspektroskopie                                  | 0,1 Hz               |
| Längstwelle                                                    | 1 Hz                 |
| Elektrokardiogramm (EKG)                                       | 40 Hz                |
| Telefon, Slow Scan Television                                  | 3,1 kHz              |
| AM-Rundfunk (Audio)                                            | 4,5 kHz              |
| AM-Rundfunksignal (Sendekanalbreite)                           | 9 kHz                |
| analoger UKW-Rundfunk (Audio, mono)                            | 15 kHz               |
| Audio-CD                                                       | 22 kHz               |
| Mobilfunk (GSM), Signal in Bandpasslage                        | 200 kHz              |
| UKW-Rundfunksignal inkl. Zusatzdienste, in Bandpasslage        | 300 kHz              |
| analoges AM-Fernsehsignal inkl. Ton                            | 7 MHz                |
| digitales DVB-T-Multiplexsignal (enthält meist vier Programme) | 7 MHz                |
| WLAN nach IEEE-802.11 a/b, Bandpasslage                        | 22 MHz               |
| Front Side Bus im Computer                                     | 400 MHz              |
| Ultrabreitband                                                 | > 500 MHz            |
| Glasfaser-Ethernet                                             | bis zu 50 GHz        |